# Хе Цзюньї
Хе Цзюньї (2 серпня 1997) — китайський плавець.
Учасник Олімпійських Ігор 2020 року.
Переможець Азійських ігор 2018 року.